# Noli me tangere (obraz Tycjana)
Noli me tangere – obraz renesansowego włoskiego malarza Tycjana.
Jest to jeden z pierwszych obrazów Tycjana, W którym widać jeszcze wpływy stylu jego mistrza Giorgiona. Tematyka została zaczerpnięta z Ewangelii św. Jana (J.20,14-18) gdzie opisane zostało spotkanie Marii Magdaleny z Chrystusem przed otwartym grobem. Początkowo Maria wzięła Jezusa za ogrodnika, lecz później rozpoznała w nim Zmartwychwstałego. Gdy chciała go dotknąć, on przemówił do niej słowami Noli me tangere (Nie dotykaj mnie lub Nie zatrzymuj mnie). Obraz prawdopodobnie został oparty na wcześniejszych dziełach Giotta i Fra Angelico jednakże posiadał nowe, wprowadzone przez malarza, interpretacje. Odszedł od tradycyjnego sposobu przedstawienia sceny, która nie rozgrywa się w pobliżu grobu, lecz na drodze o poranku. Na płótnie widzimy spotkanie Chrystusa z Marią Magdaleną. Kobieta pada na kolana a jej sylwetka wtapia się ze ścieżką na ziemi. Jezus okryty jedynie białym całunem, w którym został pochowany, za sobą ma błękit porannej zorzy zlewającej się z horyzontem tworząc wrażenie nieskończoności. Tego typu podział przestrzenny na świat boski i przyziemny jest połączony za pomocą linii skręconego ciała Jezusa i podniesionego tułowia Magdaleny. Drzewo za postaciami symbolicznie rozdziela dwa światy i symbolizuje nowe życie. Tak przedstawiona scena i jej symbolizm oraz pojedyncze gesty postaci nadają nowe znaczenie słowom jakie zostały wypowiedziane: Noli me tangere.
W ręku Jezusa Tycjan umieścił motykę, co miało nawiązywać do słów Jana, iż Maria nie poznała swego Pana, bo wzięła go za ogrodnika. Magdalena w lewej ręce trzyma natomiast słoik maści, już niepotrzebnej. Gest Magdaleny, jej pełen miłości wzrok skierowany na Jezusa, daje wrażenie intymności sceny: bliskości dwóch osób i radości ze spotkania. Nawiązuje ona do dialogu z Pieśni nad pieśniami : Szukałam tego, którego kocha me serce.
Scena rozgrywa się na tle pejzażu, którego autorem jest Giorgione.